# 法楽寺 (足利市)

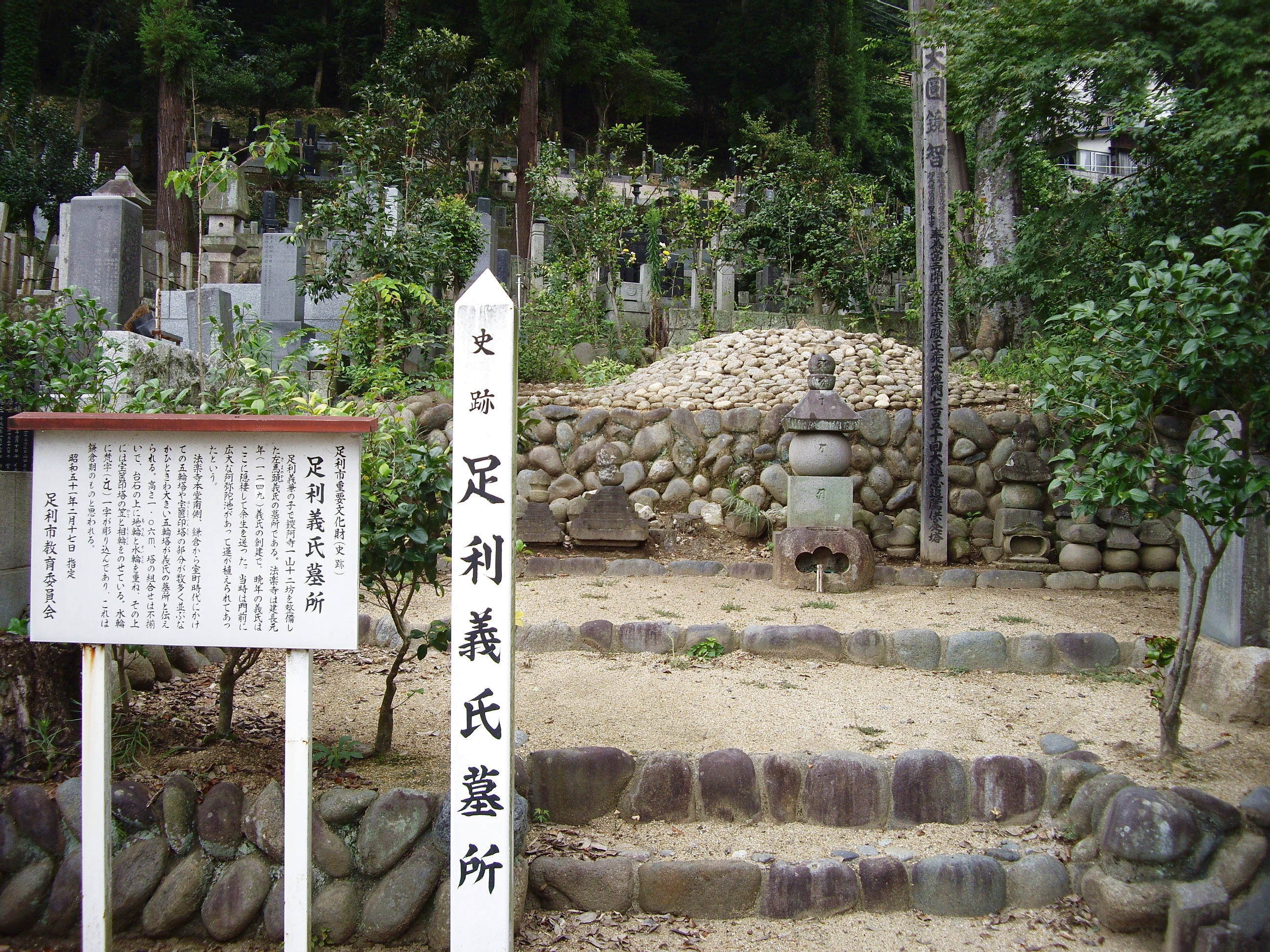
足利義氏墓所。

法楽寺（ほうらくじ）は、栃木県足利市本城にある曹洞宗の寺院。山号は正義山。1249年（建長元年）に、足利氏の3代目の棟梁であった足利義氏が開基したとされ、境内にある「足利義氏墓所」が足利市指定文化財（史跡）に指定されている。

## 概要
足利義氏は、出家後の1249年（建長元年）に、夢で「お告げ」を受け、池から阿弥陀如来像を引き上げ、これを本尊として法楽寺を創建したと伝えられる。寺の名称は、義氏の法名「法楽寺殿正義大禅門」に因むものとされる。
1860年（万延元年）の火災により大門以外の建物をすべて焼失したが、寺は1868年（明治元年）に再興された。
1983年（昭和58年）には新たな本堂が建てられた。この本堂は銀閣寺を模したものとされ、「関東の銀閣寺」と称されることもある。